# 与那国町
与那国町（よなぐにちょう）は、沖縄県八重山郡の町。与那国島の全部からなる。日本最西端の市町村であり、カジキ釣りやダイビングのスポットとなっている。

## 地理
石垣島と台湾島との中間点にある。日本最西端の地（トゥイシ）があり、台湾の花蓮市との距離は111キロメートルで石垣島（118キロメートル）よりも近い。島の西端の西崎（いりざき）には「日本最西端の地」の碑がある。
- 河川 - 田原川

### 字
大字として字与那国が存在し、登記上は以下の小字が存在する。
- 赤崎
- 阿佗尼花[注 1]
- 綾神
- 上里
- 内之田
- 内道
- 浦田
- 浦野
- 宇良部
- 嘉田
- 北浦野
- 北帆安
- 久座
- 久部良
- 貢原
- 貢馬
- 𩥮原[注 2]
- 潮原
- 島仲
- 祖納
- 立田神
- 田原
- 田原西俣
- 樽舞
- 桃原
- 所野
- 西真嘉
- 野武原
- 野底
- 盤田
- 鬚川[注 3]
- 鬚川田原[注 4]
- 帆安
- 帆安上原
- 真嘉
- 真嘉武謝
- 満田原
- 南浦野
- 南帆安
- 桃田原
- 屋手久
- 与那国嵩
- 割目

### 動物
- 与那国馬 - 日本に8種残る在来馬のひとつ。
- ヨナグニサン - 世界最大の蛾。日本では、八重山・与那国にのみ分布。

## 歴史
現在、確認される最も古い遺跡は縄文時代にあたる時期のトゥグル浜遺跡である。南方系の石器が見つかることから、ポリネシア文明圏や東南アジアの影響を受けた文化が存在したと考えられる。
その後、与那国の歴史は判然としないが、グスク時代には台地上に集落が形成されていた。島仲村跡遺跡がその一つで、サンアイイソバの生まれた村と伝わる。
16世紀に入ると島の首長が討たれ琉球中山王府の支配下に入る。王府時代より台湾との交易拠点であった。琉球侵攻後、薩摩藩の命を受けて王府は先島の各地に火番盛を設けた。与那国にも「ダティグチディ」と言う火番盛が設けられたと言う。
台湾が日本統治時代に入ると、中継拠点として栄えた。
1941年12月8日、日本軍のハワイ真珠湾攻撃を契機とし、太平洋戦争が始まる、1944年10月10日、那覇を中心に爆撃され、那覇全域は焦土と化す。12日には石垣島上空に米軍グラマン3機が飛来し、翌13日には与那国島久部良が爆撃された。この際、宮古島に向かう途中に久部良港に停泊していた日本陸軍暁部隊に所属する船舶が爆撃を受け、台湾の基隆港から乗船した朝鮮人従軍慰安婦53人のうち46人が犠牲になっている。
第二次世界大戦後に琉球列島米国民政府の支配下となった直後は、台湾との間に国境が発生し、台湾からの帰還者対策事業の増大などがあり、1947年には人口は1万2,000人に増加し、その後村から町へ昇格した。しかしながら公式定期航路が閉じられたこと、その後の非公式交易（密貿易）の取り締りが強化されたことにより、その後人口が激減した。
平成の大合併に際しては、当初石垣市など周辺市町村との合併も検討したが、最終的には自主独立を選択した（八重山市参照）。
2016年に陸上自衛隊与那国駐屯地が開設されると、人口の15％に当たる自衛隊員とその家族250人が住民に加わり、複式学級が解消される小学校も出るなど、島の暮らしに大きな変化が生じている。
恒常的な人口減への取り組みとして、台湾との直接交易推進による活性化を模索している。

### 年表
- 1500年 この頃、宮古島の仲宗根豊見親が島の首領サンアイイソバを攻める。西表島の慶来慶田城用緒の子用庶が与那国与人となる。
- 1522年（嘉靖元年・大永2年） 島の首領鬼虎が宮古島の仲宗根豊見親に征伐される。これにより島が琉球中山王府の支配下に入る。
- 17世紀初頭 島に甘藷（サツマイモ）が中国よりもたらされるが、各島ばらばら伝来し、他島には波及しなかった。
- 1609年（万暦37年・慶長14年） 薩摩藩が中山王府に侵攻。中山と共に薩摩藩の間接支配下に入る。
- 1637年 先島諸島に人頭税を課す（〜 1903年）。
- 1660年 附近で坐礁したオランダ船の貨物を薩摩藩に引渡し、薩摩藩はこれを長崎に輸送してオランダ商館に引き渡した[8]。
- 1771年 八重山地震により明和の大津波が発生するも、島には大きな被害はなかった[9]。
- 1872年（明治5年） 琉球藩設置。
- 1879年（明治12年）琉球藩の廃止、沖縄県の設置。琉球処分により琉球王国が滅亡、日本に併合される。
- 1896年（明治29年）西部標準時（GMT+8）が施行。
- 1903年（明治36年）本土帝国議会決議、人頭税廃止。
- 1908年（明治41年）島嶼町村制により間切制が廃止され、石垣間切・大浜間切・宮良間切の3間切と与那国島とを併せて八重山村が成立する。
- 1914年（大正3年） 八重山一円を領域としていた八重山村が分村し、与那国村が成立する。
- 1937年（昭和12年） 10月1日、日本（中央）標準時に統一（GMT+9）。
- 1945年（昭和20年） 沖縄戦。直接の戦害は少なかったが、疎開などによる戦争マラリアが蔓延する。12月28日、八重山諸島と共に正式に米軍軍政下となる。
- 1947年（昭和22年） 米軍軍政下で八重山民政府発足。
- 1948年（昭和23年） 町制に移行、与那国町発足。
- 1950年（昭和25年） 軍政下で八重山群島政府発足。
- 1952年（昭和27年） 琉球政府発足。
- 1972年（昭和47年） 5月15日、沖縄返還。施政権が日本国に返還。
- 2016年（平成28年） 陸上自衛隊与那国駐屯地の供給開始。
- 2018年（平成30年）3月28日、天皇・皇后（現上皇・上皇后夫妻）が日帰りで初の同島訪問[10]。天皇の離島訪問としては最後の行幸となった。

## 行政
- 町長：糸数健一

## 町議会
定数は10人。定数6人から10人へ増員後初の2018年9月9日の選挙では、与党系と野党系が5対5の同数となった。採決に加わらない議長を自派から出すと不利になるため、同年9月28日からの町議会では、議長選で与野党が互いに相手側候補に投票して票数が同数となり、くじ引きで当選しても辞退するという状態が1ヶ月以上繰り返されて、10月31日に行われた99回目の議長選でようやく与党系議員が議長に決まった。その間、補正予算案等の議案審議に入れず補正予算の一部を町長が専決処分したり、10月9日に行われた翁長雄志元沖縄県知事の県民葬や、沖縄県町村議会議長会総会、沖縄県離島振興市町村議会議長会に議長が出席できない事態となった。
| 所属政党   | 議席数 |
| ---------- | ------ |
| 自由民主党 | 2      |
| 無所属     | 8      |

## 姉妹都市・提携都市
- 台湾 花蓮市
  - 1982年10月 姉妹都市提携[15]

### 花蓮市等との交流の沿革
- 1982年10月 - 姉妹都市締結。
- 2002年10月17日 - 姉妹都市締結20周年記念式典挙行[15]。
- 2006年10月30日 - 構造改革特区提案として「国境交流特区2006」を提出（第10次特区公募）。2007年2月28日に認定しないとの最終回答が示された[16]。
- 2007年
  - 5月29日 - 台湾花蓮市に与那国町役場在花蓮事務所を開設。日本の市町村では初の、単独による国外事務所設立の事例となった。
  - 10月4日 - 立栄航空により台湾台北市へ初の国際チャーター便が運航。
- 2008年
  - 7月4日 - 復興航空により与那国 - 花蓮間初のチャーター便運航[17]。
  - 11月25日 - 12月12日及び14日に予定されていた与那国 - 花連間チャーター船運航計画について、運行会社が翌年1月への延期案を提示。与那国側では与那国町民56人、島外者53人が申し込み、花蓮側では仮受付に約250人が申し込んでいた[18]が、最終的には船便計画は中止された。
- 2009年12月22日 - 与那国花蓮縣交流発展協会設立[19]。
- 2012年9月21日 - 姉妹都市締結30周年記念式典挙行。「2012教育文化観光交流宣言」に調印[20]。

## 地域

### 人口
| |                                          |  |
| 与那国町と全国の年齢別人口分布（2005年） | 与那国町の年齢・男女別人口分布（2005年） |  |
| ■紫色 ― 与那国町 ■緑色 ― 日本全国 | ■青色 ― 男性 ■赤色 ― 女性                |  |
| 与那国町（に相当する地域）の人口の推移 \| 1970年（昭和45年） \| 2,913人 \| \| \| 1975年（昭和50年） \| 2,155人 \| \| \| 1980年（昭和55年） \| 2,119人 \| \| \| 1985年（昭和60年） \| 2,054人 \| \| \| 1990年（平成2年） \| 1,833人 \| \| \| 1995年（平成7年） \| 1,801人 \| \| \| 2000年（平成12年） \| 1,852人 \| \| \| 2005年（平成17年） \| 1,796人 \| \| \| 2010年（平成22年） \| 1,657人 \| \| \| 2015年（平成27年） \| 1,843人 \| \| \| 2020年（令和2年） \| 1,676人 \| \| |                                          |  |
| 総務省統計局 国勢調査より |                                          |  |
| 1970年（昭和45年） | 2,913人                                  |  |
| 1975年（昭和50年） | 2,155人                                  |  |
| 1980年（昭和55年） | 2,119人                                  |  |
| 1985年（昭和60年） | 2,054人                                  |  |
| 1990年（平成2年） | 1,833人                                  |  |
| 1995年（平成7年） | 1,801人                                  |  |
| 2000年（平成12年） | 1,852人                                  |  |
| 2005年（平成17年） | 1,796人                                  |  |
| 2010年（平成22年） | 1,657人                                  |  |
| 2015年（平成27年） | 1,843人                                  |  |
| 2020年（令和2年） | 1,676人                                  |  |

### 教育
町内にある小中学校は、全て公立学校（町立）である。
- 与那国町立与那国小学校
- 与那国町立久部良小学校
- 与那国町立比川小学校
- 与那国町立与那国中学校
- 与那国町立久部良中学校 - 日本最西端の学校。

高校進学率は100%である。島内に高校はないため、中学校を卒業した生徒は全員が沖縄本島や石垣島などの高校あるいは高等専門学校へ進学し、学生寮や賄い付下宿に入る。

### 方言
琉球語（琉球方言）の一種である与那国語（与那国方言）が話されている。

## 交通

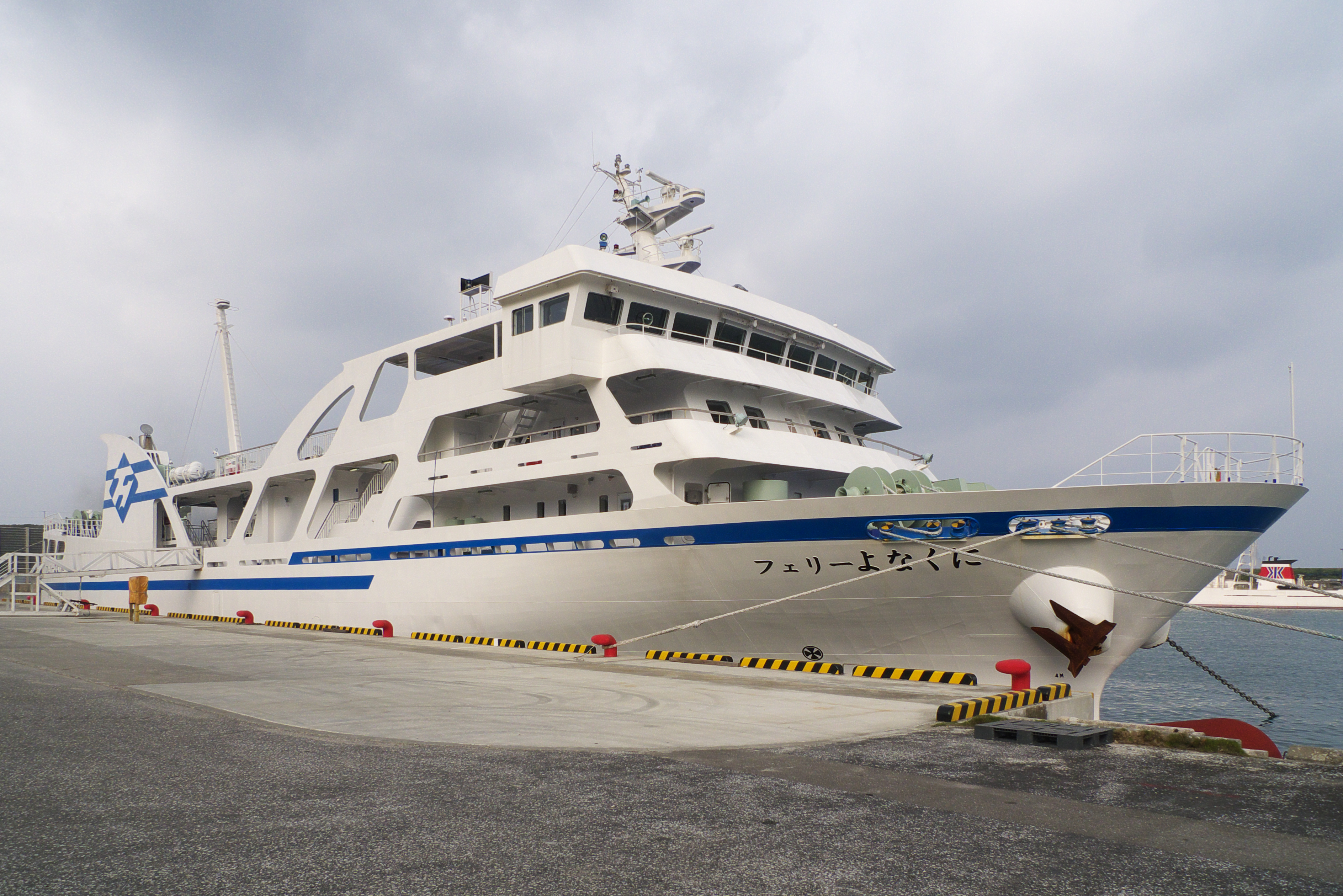
フェリーよなくに（久部良港）

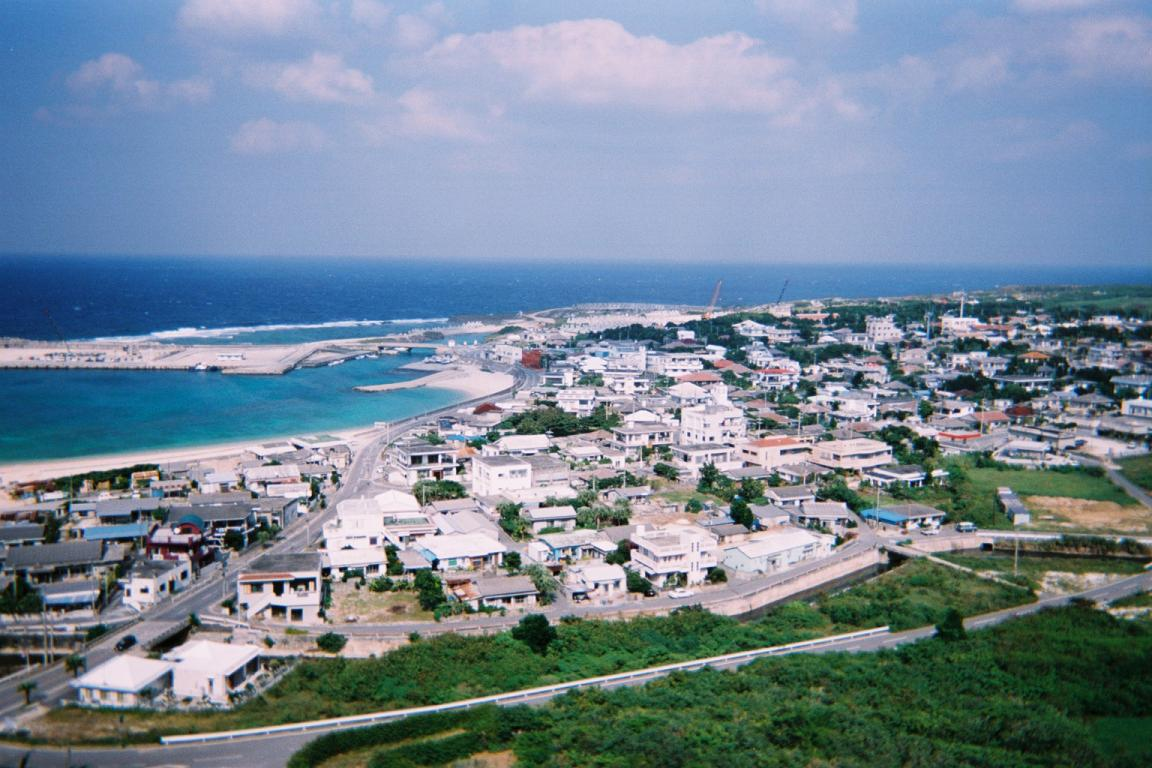
祖内集落と祖内港

島の西側1/3は長いあいだ日本の防空識別圏・飛行情報区に組み込まれず、台湾の防空識別圏・飛行情報区であった。詳細は与那国島の防衛問題#防空識別圏参照。

### 空港
与那国空港
- 琉球エアーコミューター (RAC) - JAL・JTA系列
  - 那覇空港 所要80分 1日1往復運航 (DHC-8-400CC)
  - 石垣空港 所要30分 1日3往復運航 (DHC-8-400CC)

### 港湾
久部良港
- 福山海運「フェリーよなくに」
  - - 石垣港 所要4時間（基本石垣発火・金曜、与那国発水・土曜の週2往復のみ、季節によっては週3往復することもある）
  - - 那覇港 （不定期）

祖納港

### 道路
- 沖縄県道216号与那国島線
- 沖縄県道217号与那国港線

### 路線バス
町が最西端観光に運行を委託して路線バスを運行している。基本的に祖納を起終点に、時計回りに比川、久部良、与那国空港を経由する（比川まわり）。ただし、経路は便により異なり、一部の便は上記に加え与那国小学校前、久部良小学校前、与那国駐屯地も経由し、起終点が異なる便もある。また、夕方以降には反時計回り（久部良まわり）の便も設定されている。運賃は無料で、生活路線として運行されているが、観光客も含め誰でも利用できる。停留所以外での乗降はできない。
放牧されている与那国馬が道を塞ぐことがあるため、10分程度の遅れが生じる日もある。

## 名所・旧跡・観光スポット・祭事・催事など
- 東崎（あがりざき）
- 西崎（いりざき）
- ティンダバナ
- サンニヌ台
  - 軍艦岩
  - 立神岩
- 久部良バリ
- 与那国島海底地形
島の南側の海底にある巨石群。自然地形であるとする説と、人工的な建造物であり海底遺跡であるとする説とがある。
- テレビドラマ『Dr.コトー診療所』のオープンセット
- 十山神社 - 日本最西端の神社
- 花酒
- 人面岩
- 六畳ビーチ

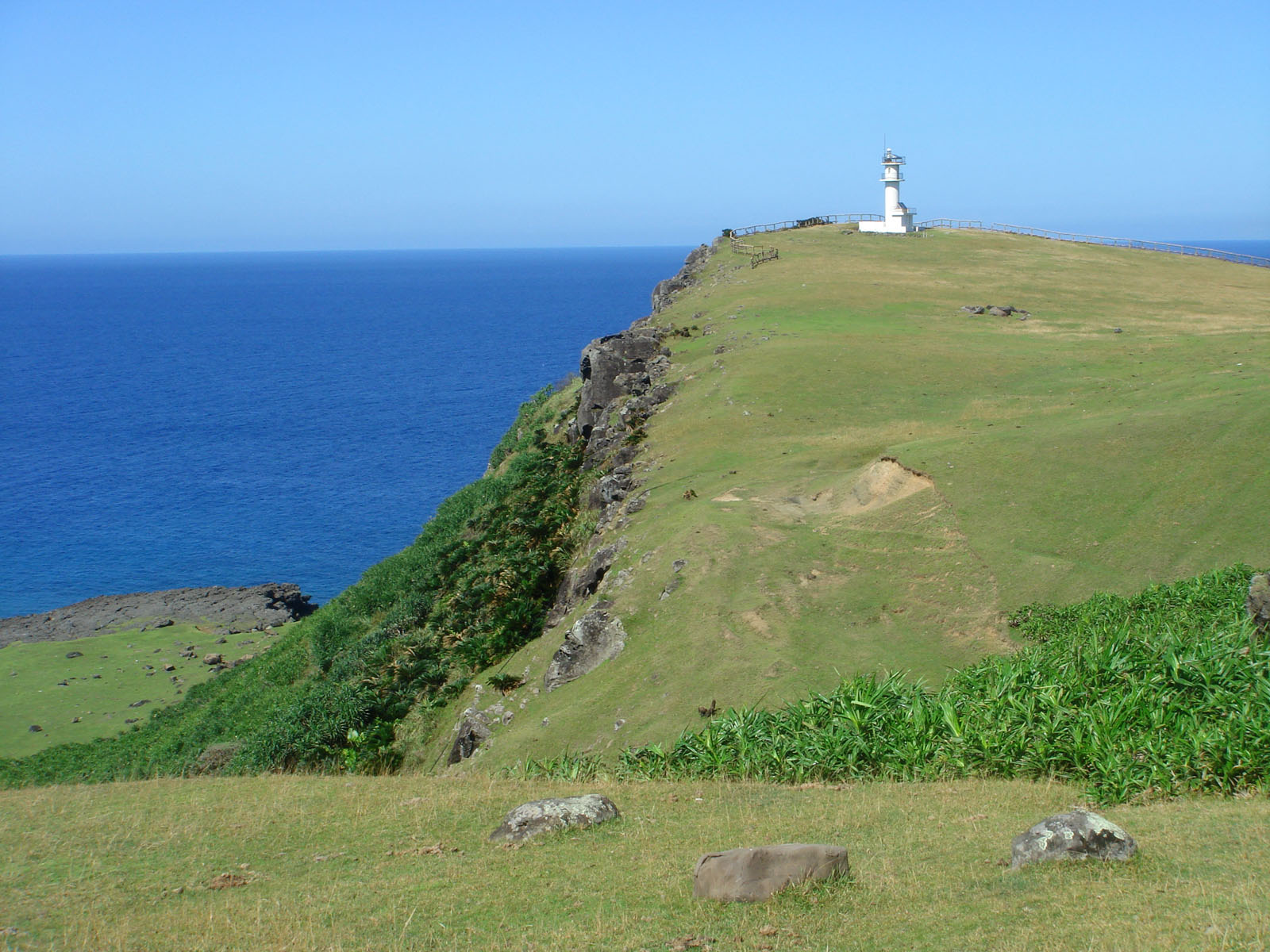
東崎
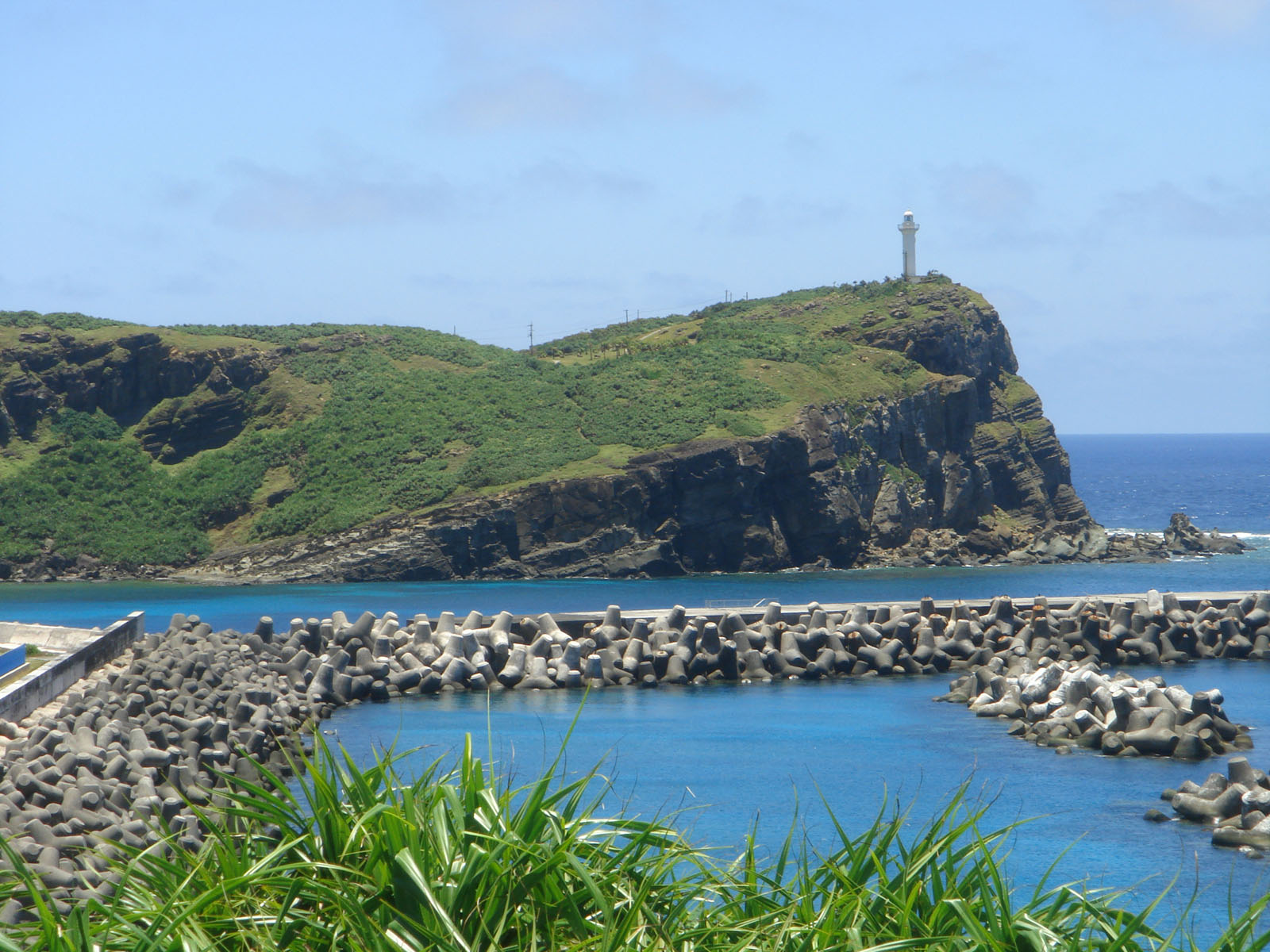
西崎
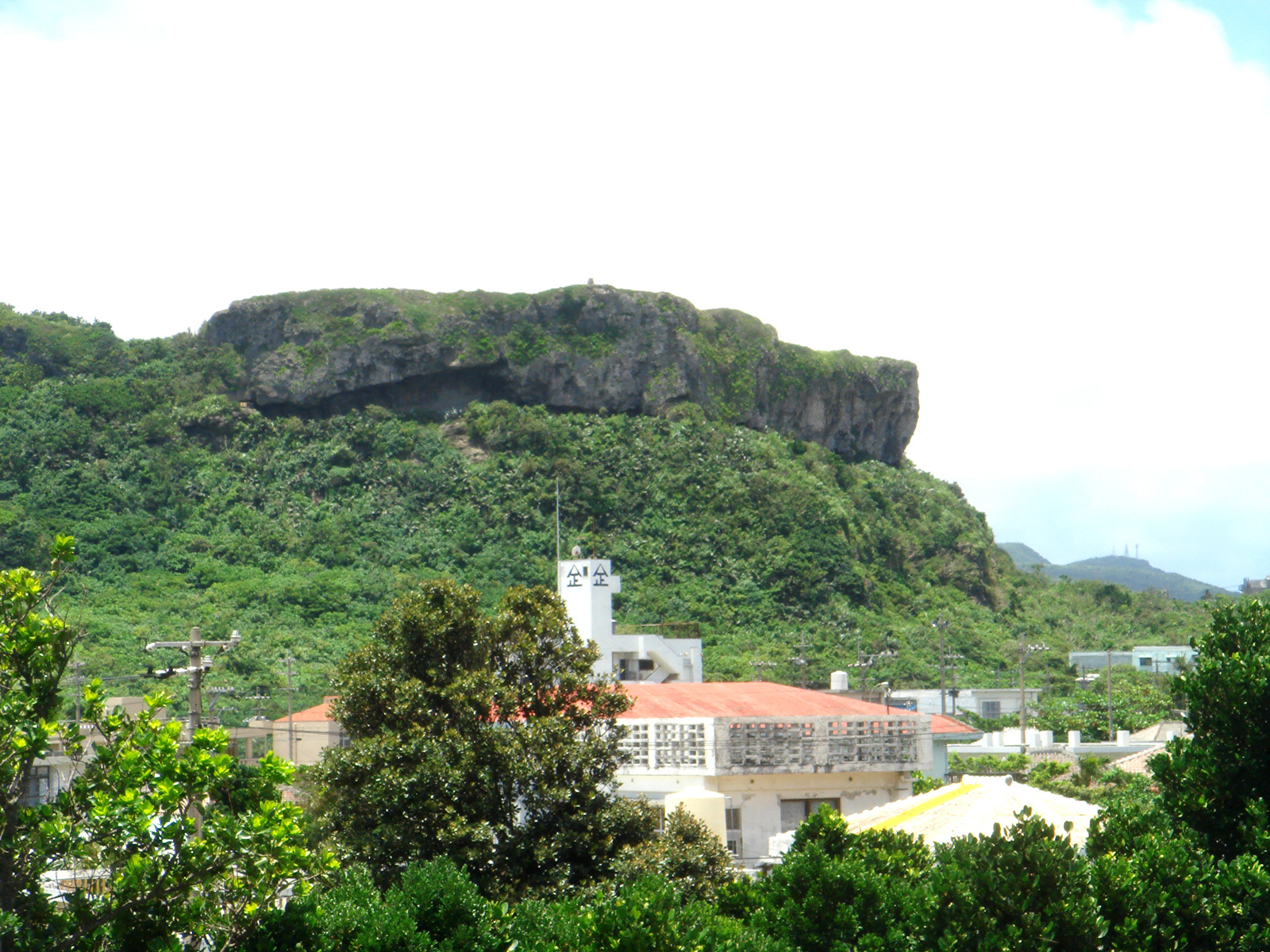
ティンダバナ
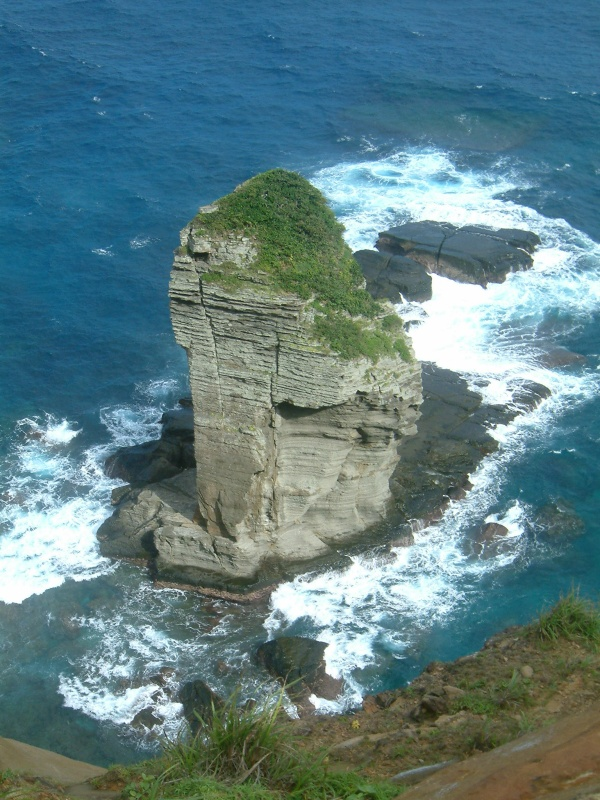
立神岩
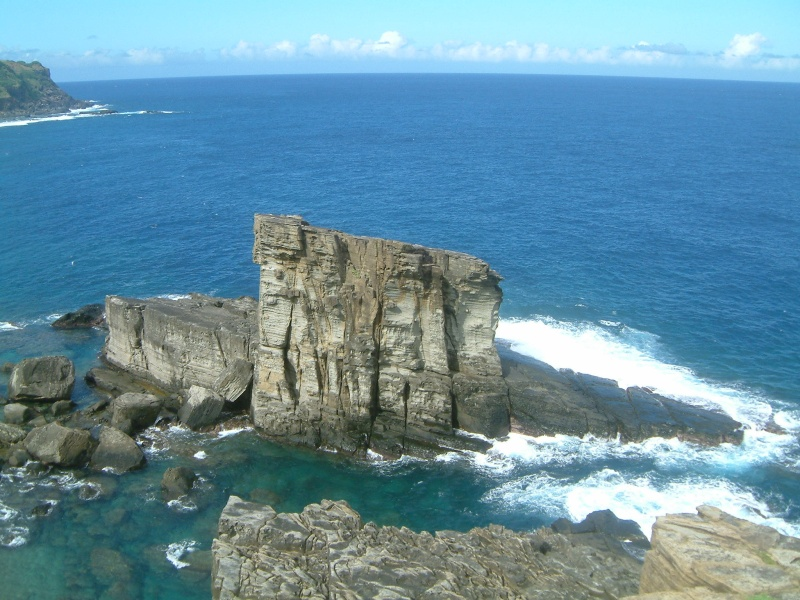
軍艦岩
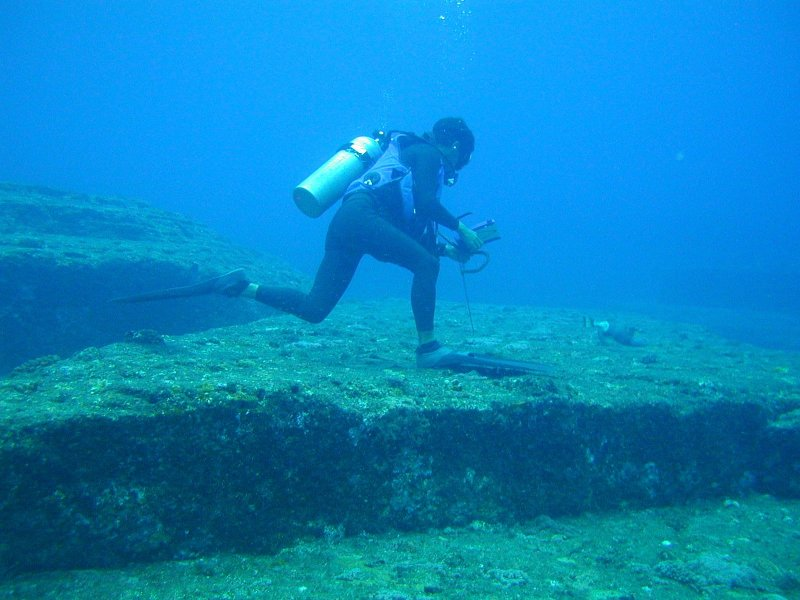
与那国島海底地形
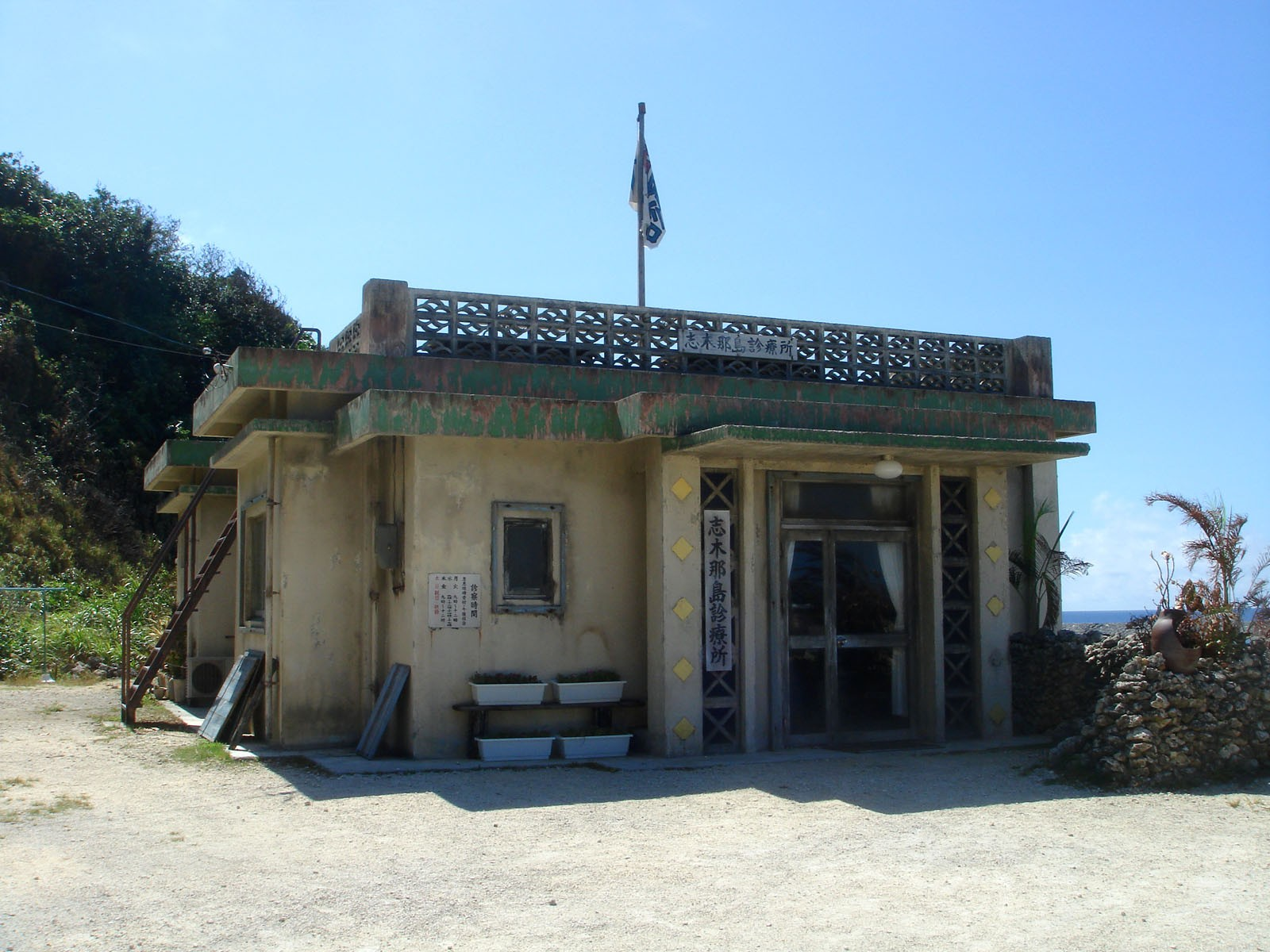
『Dr.コトー診療所』オープンセット
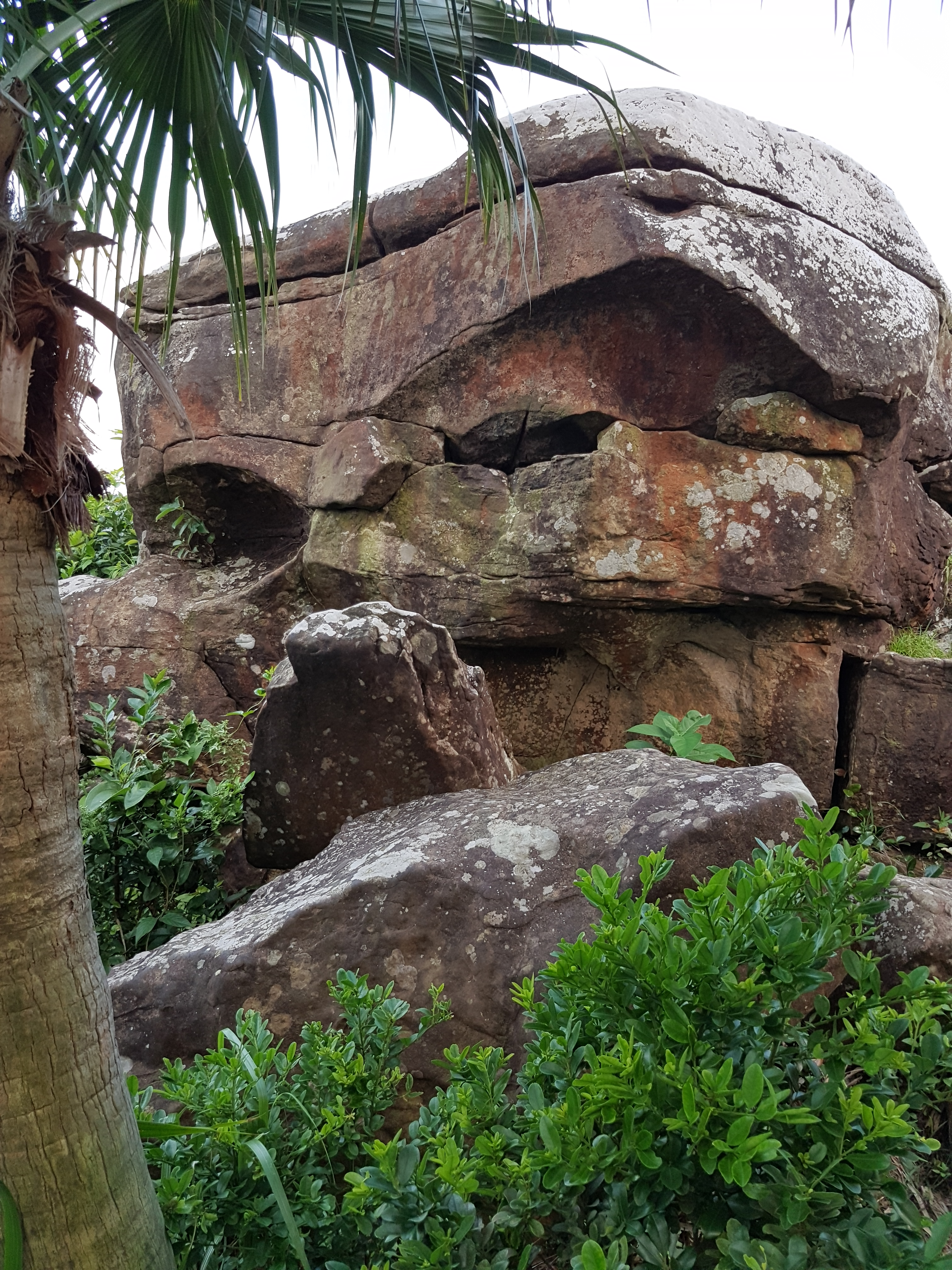
人面岩
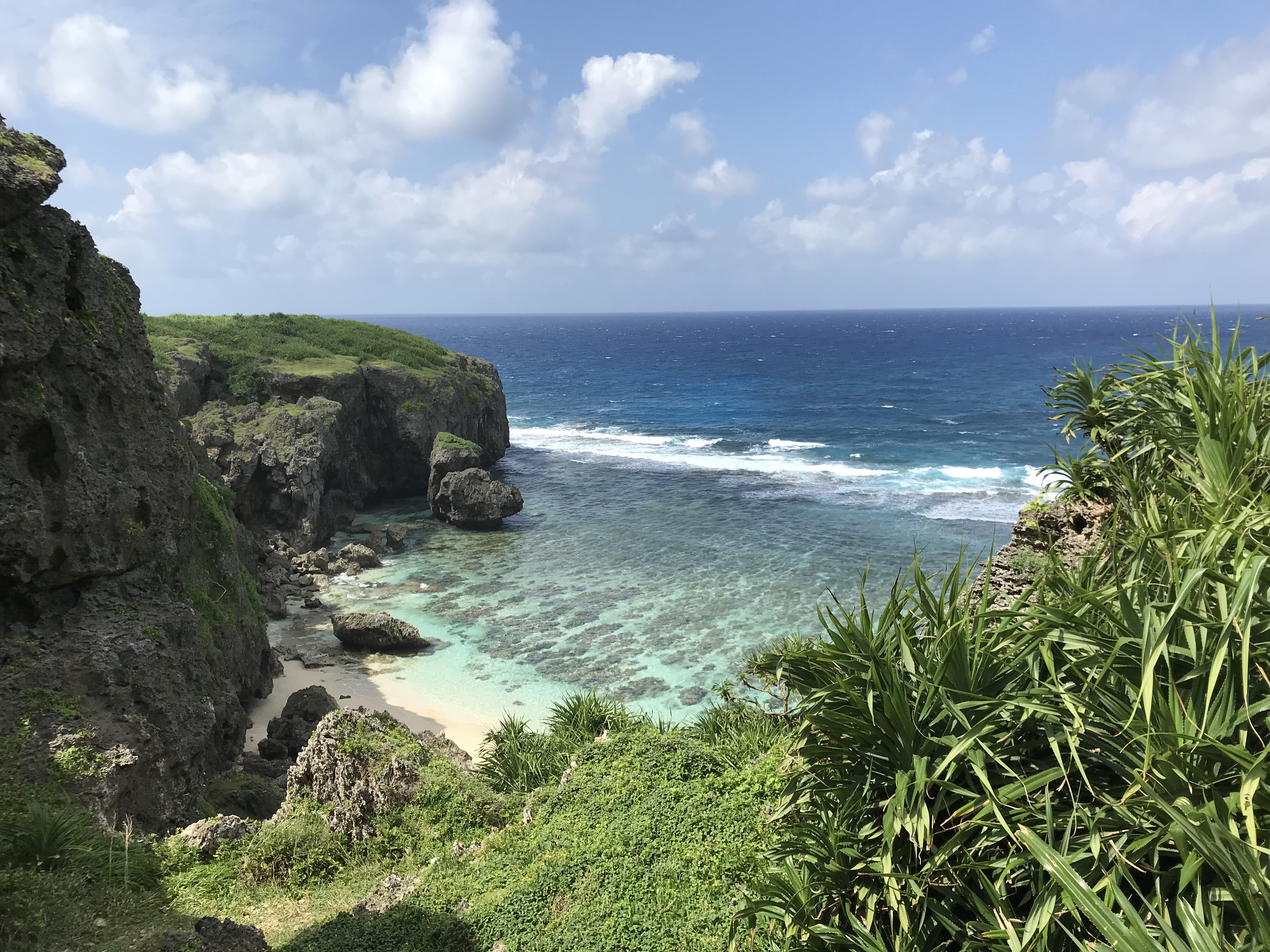
六畳ビーチ

## 情報・通信

### 郵便
町内の郵便番号は「907-1801」である。
郵便局（日本郵便）
- 与那国郵便局
- 久部良簡易郵便局 - 日本最西端の郵便局。2014年9月の局種変更までは与那国郵便局の分室だったが、簡易郵便局として独立した。

### 放送
テレビは与那国と内道の2か所に中継局があり、ラジオ中継局は与那国テレビ中継局に併設して設置されている。また民放AMラジオ2波とNHKラジオ3波は、混信対策で全てFM波で放送している。その他中華民国のテレビ（台湾電視・中国電視・中華電視）、ラジオ放送も受信できる。

### 中継局周波数一覧
テレビ（単位はch）
| 所在地 （リモコンキーID） | 総合 (1) | 教育 (2) | RBC (3) | OTV (8) | QAB (5) |
| ------------------------- | -------- | -------- | ------- | ------- | ------- |
| 与那国（出力1 W）         | 36       | 45       | 17      | 35      | 47      |
| 内道（出力10 mW）         | 19       | 18       | 20      | 21      | 22      |

ラジオ（周波数単位はMHz）
| 所在地             | NHK1 | NHK2 | NHKFM | RBCi | ROK  |
| ------------------ | ---- | ---- | ----- | ---- | ---- |
| 与那国（出力10 W） | 83.5 | 80.3 | 85.8  | 84.7 | 79.5 |

## 警察・海上保安庁・自衛隊

### 警察
沖縄県警察八重山警察署（石垣市）の駐在所が 2つ置かれている。警察官は合計2名である。
- 与那国駐在所（与那国町字与那国4022）
- 久部良駐在所（与那国町字与那国4841）

### 海上保安庁
第十一管区海上保安本部石垣保安部与那国駐在所が置かれている。
- 与那国駐在所（与那国町字与那国999-1）

### 自衛隊
- 陸上自衛隊与那国駐屯地

先島諸島は防衛上の空白域となっており、2010年代に防衛省では100人規模の陸上自衛隊の沿岸監視部隊と航空自衛隊の移動警戒レーダー部隊を与那国島に設置する方針を固めた。このほかに初動担任部隊が宮古島、石垣島などに配置される計画となった。防衛上の必要性の他に経済振興にもなるとして以前から自衛隊誘致を行ってきた町長の外間が賛成する一方で、反対派の住民は「与那国改革会議」を結成して反対運動を展開した。
2013年3月17日、防衛省が与那国町に対し南牧場の土地20ヘクタールを年間500万円で借地を交渉していることが報道された。これに対し外間守吉町長らは年間1200万円と迷惑料など10億円を要求し、金銭交渉は難航した。防衛省は現況調査、敷地造成、移転補償費などが含まれた用地取得費10億円を計上した。取得予定用地は南牧場20ヘクタールを含む約26ヘクタールで、住民説明会では「2012年度で用地取得し工事を開始、2015年度までに部隊配置を完了する」としていた。
2014年3月31日、国と与那国町との間で町有地の賃貸借契約が正式に結ばれた。2014年4月19日には、沿岸監視部隊配備のための駐屯地着工式典が行われ、完成は2015年度末を予定した。運用開始後は沿岸監視部隊と後方支援部隊を併せ150名程度が配備される計画であった。
2016年1月26日、「自衛隊法施行令及び防衛省の職員の給与等に関する法律施行令の一部を改正する政令」が閣議決定され、2016年3月28日に開庁した。